# Karahüseyinli, Arsuz
Karahüseyinli là một xã thuộc huyện Arsuz, tỉnh Hatay, Thổ Nhĩ Kỳ. Dân số thời điểm năm 2011 là 4.139 người.